# BioOne

BioOne ist ein gemeinnütziger Betreiber einer Online-Plattform für wissenschaftliche Fachzeitschriften und Bücher aus dem Bereich Biowissenschaften, Ökologie und Umweltwissenschaften.
BioOne wurde 1999 in Washington, D.C. von mehreren Kooperationspartnern gegründet. Die Plattform aggregiert Zeitschriften, die überwiegend aus kleineren, oder nicht gewinnorientierten Verlagshäusern stammen, deren Texte zuvor nicht digital verfügbar waren. Eine Volltextsuche wird ebenfalls unterstützt.
Nach eigenen Angaben bietet die Plattform Zugang zu über 580 Fachzeitschriften und E-Books. Erstmals digitalisiert ist hier unter anderem eine Kollektion der Entomological Society of America, einer auf Entomologie spezialisierten Forschungsgemeinschaft, vertreten.

## Geschichte
BioOne wurde in Kooperation folgender Partner gegründet:
- Scholarly Publishing and Academic Resources Coalition (SPARC)
- American Institute of Biological Sciences (ABIS)
- University of Kansas
- Big 12 Plus Libraries Consortium (BTP)
- Allen Press (ein Verlag in Kansas)

Das Budget bei der Gründung betrug 1,25 Millionen US-Dollar.
In den Vereinigten Staaten ist BioOne als 501(c) organization (non-profit) anerkannt.